# Damien Godet
Pour les articles homonymes, voir Godet.
Damien Godet, né le 10 novembre 1986 à Sartrouville, est un coureur de BMX.
Il est médaillé de bronze aux Championnats du monde de 2006 en cruiser et participe aux Jeux olympiques d'été de 2008.

## Palmarès en BMX

### Jeux olympiques
- Pékin 2008
  - 8e du BMX

### Championnats du monde
- São Paulo 2006
  -  Médaillé de bronze en cruiser

### Coupe du monde
- 2006 : 6e du général
- 2007 : 3e du général
- 2008 : 26e du général
- 2009 : 12e du général
- 2010 : 13e du général
- 2011 : 18e du général
- 2012 : 70e du général
- 2013 : 9e du général
- 2014 : 33e du général
- 2015 : 18e du général
- 2016 : 45e du général
- 2017 : 21e du général
- 2018 : 26e du général

### Championnats d'Europe
- Vérone 2016
  -  Médaillé d'argent du contre-la-montre en BMX

### Coupe d'Europe
- 2017 : 24e du classement général
- 2018 : 16e du classement général

### Championnats de France
- 2016
  -  Champion de France du contre-la-montre BMX